# Elecciones legislativas de Francia de 1932
Las elecciones legislativas de Francia para elegir a la decimoquinta de la Tercera República Francesa se realizaron el 1 y 8 de mayo de 1932.

## Resultados
| Alianza            | Alianza                                               | Votos                                                 | %                                                     | Partido                                                                                              | Partido                                                                                      | Siglas    | Votos     | %     |
| ------------------ | ----------------------------------------------------- | ----------------------------------------------------- | ----------------------------------------------------- | --- | -------------------------------------------------------------------------------------------- | --------- | --------- | ----- |
|                    | Coalición de Izquierda                                | 4.394.963                                             | 45.89                                                 | | Sección Francesa de la Internacional Obrera (Section française de l'Internationale ouvrière) | SFIO      | 1.964.384 | 20.51 |
|                    | Coalición de Izquierda                                | 4.394.963                                             | 45.89                                                 | Partido Republicano, Radical y Radical Socialista (Parti républicain. radical et radical-socialiste) | PRRRS                                                                                        | 1.836.991 | 19.18     |       |
|                    | Coalición de Izquierda                                | 4.394.963                                             | 45.89                                                 | Partido Republicano Socialista (Parti républicain-socialiste)                                        | PRS                                                                                          | 515.176   | 5.38      |       |
|                    | Coalición de Izquierda                                | 4.394.963                                             | 45.89                                                 | Otros partidos de izquierda (Divers gauche)                                                          | DVG                                                                                          | 78.412    | 0.82      |       |
|                    | Centro y Derecha                                      | 4.380.717                                             | 45.74                                                 | | Alianza Democrática (Alliance démocratique)                                                  | AD        | 1.299.936 | 13.57 |
|                    | Centro y Derecha                                      | 4.380.717                                             | 45.74                                                 | Federación Republicana (Fédération républicaine)                                                     | FR                                                                                           | 1.233.360 | 12.88     |       |
|                    | Centro y Derecha                                      | 4.380.717                                             | 45.74                                                 | Radicales Independientes (Radicaux indépendents)                                                     | RI                                                                                           | 955.990   | 9.98      |       |
|                    | Centro y Derecha                                      | 4.380.717                                             | 45.74                                                 | Independientes (Indépendents)                                                                        | Ind                                                                                          | 499.236   | 5.21      |       |
|                    | Centro y Derecha                                      | 4.380.717                                             | 45.74                                                 | Demócratas Populares (Démocrates populaires)                                                         | PDP                                                                                          | 309.336   | 3.36      |       |
|                    | Centro y Derecha                                      | 4.380.717                                             | 45.74                                                 | Conservadores                                                                                        | Con                                                                                          | 82.859    | 0.87      |       |
|                    | Partido Comunista Francés (Parti communiste français) | Partido Comunista Francés (Parti communiste français) | Partido Comunista Francés (Parti communiste français) | Partido Comunista Francés (Parti communiste français)                                                | Partido Comunista Francés (Parti communiste français)                                        | PCF       | 796.630   | 8.32  |
|                    | Otros partidos                                        | Otros partidos                                        | Otros partidos                                        | Otros partidos                                                                                       | Otros partidos                                                                               | Div       | 4.112     | 0.04  |
| Total              | Total                                                 | Total                                                 | Total                                                 | Total                                                                                                | Total                                                                                        | Total     | 9.576.422 | 100   |
| Abstención: 18.41% |                                                       |                                                       |                                                       | |                                                                                              |           |           |       |